# Hudson et Rex
Pour les articles homonymes, voir Rex.
Rex, chien flic
Hudson et Rex est une série télévisée canadienne policière, basée sur la série autrichienne, puis italienne, Rex, chien flic, et diffusée depuis le 25 mars 2019 sur Citytv.
Au Québec, la série est diffusée depuis le 7 avril 2020 sur Max, en France depuis le 21 juin 2020 sur France 3 et en Belgique depuis [Quand ?] sur RTBF[réf. souhaitée]. Elle reste inédite en Suisse.

## Synopsis
L'inspecteur Charlie Hudson est un inspecteur de la division des crimes majeurs de la police de Saint-Jean de Terre-Neuve. Hudson a grandi en lisant des romans policiers et, par conséquent, a toujours voulu être inspecteur de police. Il est associé à Rex, un berger allemand, après la mort de son partenaire humain et évite ainsi à Rex d'être euthanasié. L'odorat et l’ouïe de Rex sont essentiels pour aider l'inspecteur Hudson à faire avancer les enquêtes dans chaque épisode. Le duo reçoit l'aide du commandant Donovan, de la technicienne de police scientifique Sarah Truong et du spécialiste en informatique Jesse Mills à chaque épisode pour recueillir et interpréter les preuves.
La première saison commence quelque temps après le retour de Hudson à Saint-Jean de Terre-Neuve, sa ville natale, après son divorce avec sa femme. Le premier cas de la série est un enlèvement. La plupart des épisodes font état de meurtres différents, chacun avec des rebondissements uniques.

## Distribution

### Acteurs principaux

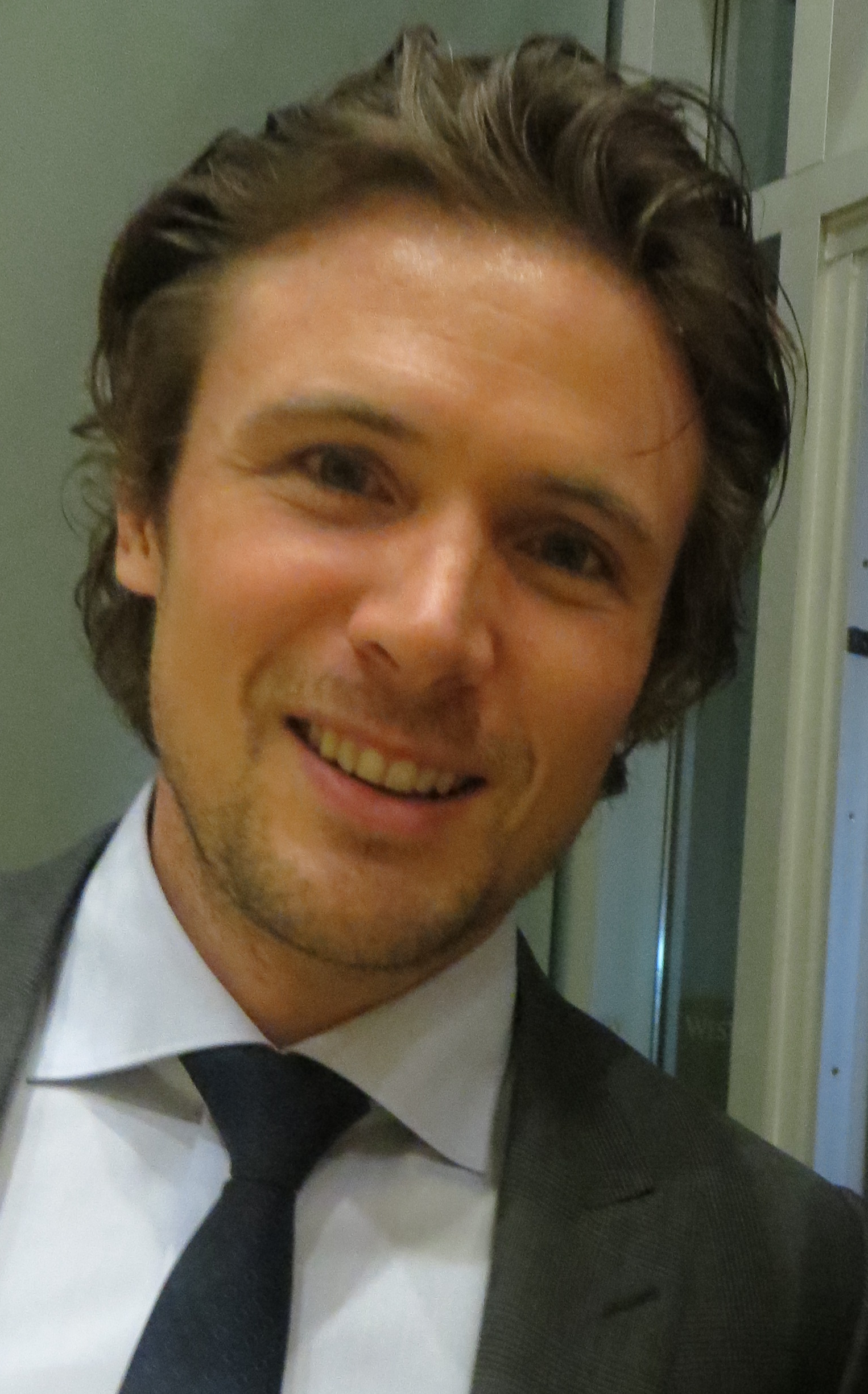
John Reardon aux Leo Awards en 2013.

- John Reardon (en) (VF : Anatole de Bodinat) : inspecteur Charlie Hudson, équipier et maître de Rex
- Mayko Nguyen (VF : Laurence Dourlens) : Dr Sarah Truong, technicienne de police scientifique
- Kevin Hanchard (en) (VF : Jean-Baptiste Anoumon) : Commandant Joseph Donovan
- Justin Kelly (VF : Hervé Grull) : Jesse Mills, spécialiste en informatique
- Diesel vom Burgimwald († 2016-2024) : Rex (saison 1 à saison 7, épisode 2)
- Dillon (principal) et Dante (second) : Rex (depuis saison 7, épisode 3)[4]
- Raven Dauda : Sergent Jan Renley, dresseuse de Rex (saison 1)
- Bridget Wareham (VF : Claire Baradat) : Dr Karma Poole (Médecin Légiste) (saison 5)

### Acteurs récurrents et invités
Source et légende : version française (VF) sur RS Doublage

### Rex
Dans ce remake canadien de Rex, chien flic, Diesel vom Burgimwald, le berger allemand de 3 ans qui joue le rôle de Rex est un lointain cousin (15 générations) de Santo vom Haus Zieglmayer le héros de Rex, chien flic (saisons 1 à 4) mort en 2003 à l'âge de 12 ans. Diesel a été choisi pour sa ressemblance avec Santo. Ce sont aussi les neveux de Diesel, Iko et Izzy, qui le doublent pour les cascades. 
Après le décès de Diesel vom Burgimwald en août 2024, d'un cancer à l'âge de huit ans, au cours du tournage de la saison 7 (il apparait dans les deux premiers épisodes), et annoncé le 12 février 2025, ses autres neveux Dillon (remplaçant principal) et Dante ont été choisis pour reprendre son rôle dans la série. Iko et Izzy (Is-He) continuent de jouer le rôle de doublures. Le chien Dreamer, parent éloigné de Diesel réalise aussi des cascades. Par ailleurs, les chiens Dreamer, Dante et Dillon (Dylan) ont joué dans l'épisode 6 de la saison 6 de Hudson et Rex. 
Selon son éducatrice, Sherri Davis, la mort de Diesel était inattendue, un cancer à un stade avancé a été diagnostiqué à l'été, alors qu'il était en tournage de la septième saison d'Hudson et Rex. Après avoir subi avec succès une opération chirurgicale d'urgence à la suite d'une rupture de la rate, Diesel est décédé, euthanasié, quatre semaines et demie plus tard à la suite d'une dégradation de son état de santé.

## Production
Le tournage a débuté en octobre 2018, avec une production continue à Saint-Jean de Terre-Neuve, Terre-Neuve-et-Labrador.
Le 30 mai 2019, Shaftesbury et Pope Productions ont annoncé que Citytv avait renouvelé pour la saison deux et était prévue pour la saison 2019-2020. La saison 2 a été diffusée à partir du 24 septembre 2019.
En juin 2020, il a été annoncé lors de l'émission matinale Breakfast Television que la saison 3 commencera sa production en juillet, en veillant à respecter les lignes directrices provinciales en matière de santé publique concernant le COVID-19.
Le 21 avril 2022, le renouvellement de la série pour une cinquième saison est annoncée[source secondaire souhaitée]. Un double épisode sera tourné à l'automne 2022 dans la région de North Bay, en Ontario.

## Épisodes

### Première saison (2019)
1. Course contre la montre (The Hunt)
2. Une mort spectaculaire (Fearless Freaks)
3. Hantés par le passé (Haunted by the Past)
4. Sur les bancs de la fac (School Days)
5. L'Amie des bêtes (The Pet Sitter)
6. Morts mystérieuses (Murder She Thought)
7. Essai clinique (Trial and Error)
8. Chaud devant (Fast Eddie's)
9. Un meurtre bien huilé (The Mourning Show)
10. Tout un art (Art of Darkness)
11. Sang et eau (Bad Water Rising)
12. Trou noir (A Cult Education)
13. La vérité est ailleurs (The Rex Files)

### Deuxième saison (2019-2020)
1. Les diamants sont éternels (Man of Consequence)
2. Froid comme la glace (Over Ice)
3. Travail d'équipe (Blind Justice)
4. La musique endurcit les cœurs (Strangers in the Night)
5. La Mort au bout des doigts (Dead Man Walking)
6. Une réalité sous influence (Under the Influencer)
7. La forêt a des yeux (The Woods Have Eyes)
8. Tuer n'est pas jouer (Game of Bones)
9. Comme un écho (Bullet in the Water)
10. La Part des anges (The French Connection)
11. Jaune détonateur (Rex Machina)
12. Touché au cœur (Rex and the City)
13. Le Vent du changement (In Pod We Trust)
14. Caleb cœur de pierre (Tunnel Vision)
15. Manger avec les doigts (Finger Foodie)
16. Tout flair tout flamme (Flare of the Dog)
17. Sans contrefaçon (The Graveyard Shift)
18. Le Maître et l'élève (Old Dog New Tricks)
19. Harcèlement (In a Family Way)

### Troisième saison (2021)
Elle est diffusée depuis le 5 janvier 2021.
1. Comment tout a commencé (Origin Story)
2. Chasse à l'homme (Manhunt)
3. En terres sauvages (Into the Wild)
4. L'Ivresse des profondeurs (Under Pressure)
5. Overdose (Prescription-Rex!)
6. Un été sans fin (Endless Summer)
7. Rex et ses frères (All in the Litter)
8. Princesse à la demande (Sleeping Beauty)
9. Enterré vivant (Grave Matters)
10. Le Feu aux poudres (Fanning the Flames)
11. Rouge assassin (Blood on the Tracks)
12. Concours canin (Top Dog)
13. Le Manoir sur la colline (Mansion on a Hill)
14. La Double vie de Levi (The Secret Life of Levi)
15. Désillusion (Seeing Is Deceiving)
16. Braquage (The Art of the Steal)

### Quatrième saison (2021-2022)
Elle est diffusée depuis le 7 octobre 2021.
1. Sid et Nancy (Sid and Nancy)
2. Pop star (Oops I Bit It Again)
3. Rex cherche et trouve (Rex Marks the Spot)
4. Femme de terrain (Leader of the Pack)
5. Rex en actions (Rex to Riches)
6. Nitro, ni trop peu (Dead Man's Bridge)
7. La Mort en un clic (A Stab in the Dark Web)
8. Hockey corral (Sudden Death)
9. Double maléfique (Impawster Syndrome)
10. Un café d'exception (Bloods & Diamonds)
11. La Nuit des héros (Capital Punishement)
12. Seuls au monde (No Man is a island)
13. Les Trois roses (Roses of Signal Hill)
14. Rien ne va plus (Roll the Bones)
15. Mardi gras (Nightmare on Water St.)
16. Comme chien et chat (Dog Days are Over)

### Cinquième saison (2022-2023)
Elle est diffusée depuis le 25 septembre 2022.
1. Suspect no 1 (Lost in the Barrens)
2. Dans les cordes (Punch Drunk Glove)
3. Cours Donovan, cours (Run, Donovan, Run)
4. Petit poisson deviendra grand (Hand of Cod)
5. Le bon berger (The Good Shepherd)
6. Nid de serpents (Den of Snakes)
7. Évasion galante (The Date Escape)
8. Cursus meurtre (Bury the Lead)
9. Duel de légistes (Rexpert Witness)
10. Demoiselle de déshonneur (One Wild Night)
11. Un week-end studieux (Working for the Weekend)
12. Justice ou vengeance (Lost Lives Club)
13. Fraude à l'investissement (The Miranda Act)
14. Le naufrage de la dépêche (Rexit, Stage Left)
15. Bienvenue en Ontario (Northern Rexposure)
16. Cap au Nord (Due North)
17. Une trop longue absence (Lost and Found)
18. Plus rien à perdre (Jail Break)
19. Chacun ses goûts (The Cook, the Chief, the Cop and His Lover)
20. Un dernier pour la route (One for the Road)

### Sixième saison (2023-2024)
Elle est diffusée depuis le 4 octobre 2023.
1. Le Bateau fantôme (Ghost Ship)
2. Dernière bataille (The Good, The Bad, and the Rex)
3. Les Murs ont des oreilles (Hound & Vision)
4. Assurance tous risques (Hour of the Dog)
5. Le Gardien de la nuit (Hero by Night)
6. Le Meilleur ami de l'homme (Claws Out)
7. Ballet d'espions (Dancer, Traitor, Shepherd, Spy)
8. Rex au trou (Doghouse)
9. Tel père, tel fils (Hudson and Son)
10. Mort sur le green (Who's Your Caddy?)
11. Qui s'y frotte s'hippique (Dog and Pony Show)
12. Enquête incisive (Bark and Bite)
13. Affaire non conclue (Dogged Pursuit)
14. Serrurier sous les verrous (Death on the Doorstep)
15. Rex en campagne (Wag the Dog)
16. Rex'n'roll (Rex, Drugs & Rock n' Roll)

### Septième saison (2025)
Cette saison de huit épisodes est diffusée depuis le 14 janvier 2025.
1. Double Dog Dare
2. A Room with a Clue
3. Shuck Everlasting
4. K9: The Rext Generation
5. In from the Cold
6. Bee-Deviled
7. Kiss the Cod and Make Them Die
8. Hot Prowl in the City